# Teatro Campoamor

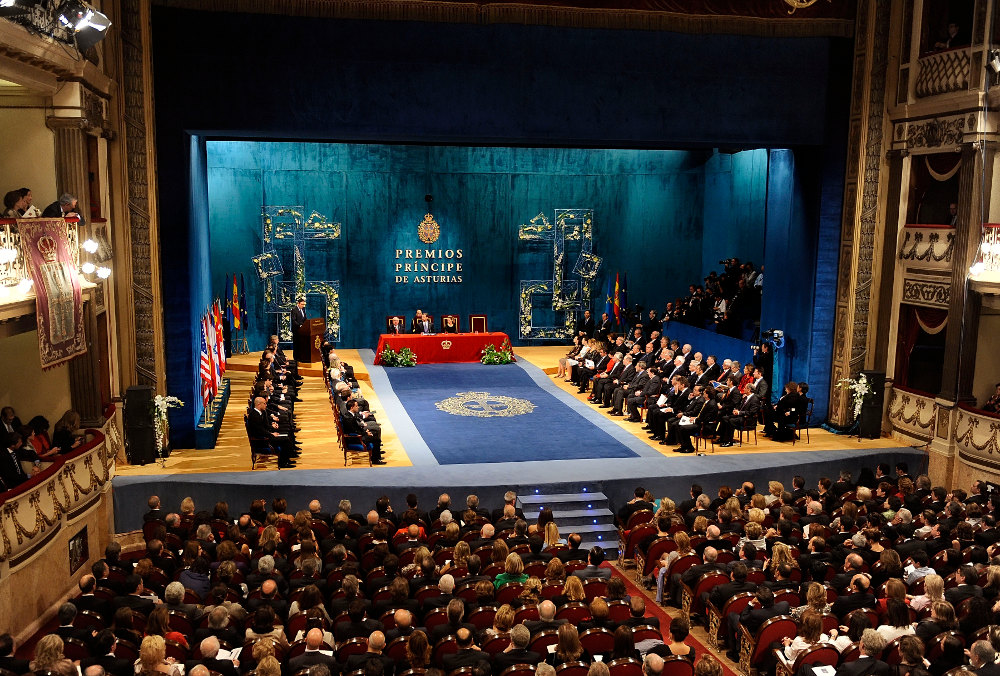
Ceremonia de entrega de los Premios Príncipe de Asturias 2010

Das Teatro Campoamor ist das Opernhaus von Oviedo, gegründet 1892 und bekannt unter anderem als der Ort, an dem die Prinzessin-von-Asturien-Preise verliehen werden.
Es wurde am 17. September 1892 mit einer Aufführung der Hugenotten von Giacomo Meyerbeer eingeweiht.

## Geschichte
Ein größerer Umbau fand 1916 statt. Während der Revolution von 1934 erlitt das Theater erhebliche Schäden. Es öffnete seine Pforten wieder 1948 mit der Oper Manon von Jules Massenet.
Im Jahr 1988 wurde, im Rahmen des Projekts des andalusischen Architekten Jose Rivas, von dem Designer Julio Galán empfohlen, das Bauwerk zu verändern, wodurch die Neigung der Bühne verändert wurde und der Raum des Orchestergrabens und der modernisiert wurden.
Unter dem Platz Carbayón und der Straße des 19. Juli werden die Wurzeln der Eiche durch einen großen Topf geschützt. Seither verfügt das Theater über moderne Umkleidekabinen, Probebühne, Schneiderei, Friseursalon, Werkzeuge oder Requisiten. Von hier aus wird Licht und Klang der Bühne gesteuert. Die alten Umkleidekabinen auf dem hinteren Fassade des Gebäudes wurden zum Sitz der Kulturabteilung der Stadt Oviedo.
1993 wurde der Mehrzweckraum im Untergeschoss in ein Zentrum für Moderne Kunst der Stadt Oviedo (CAMCO) verwandelt. Seit 2004 wird er durch Cajastur verwaltet, regelmäßig finden Kunstausstellungen moderner und avantgardistischer Kunst statt.
2006 wurde durch die Hidrocantábrico Foundation die Markteinführung der Außenbeleuchtung des Theaters finanziert.